# Doppelkamm-Beutelmaus
Die Doppelkamm-Beutelmaus oder Kowari (Dasyuroides byrnei) ist eine Beutelsäugerart aus der Familie der Raubbeutler (Dasyuridae). Von einigen Systematiken wird sie auch in die Gattung Dasycercus eingeordnet.
Der Artzusatz im wissenschaftlichen Namen ehrt vermutlich den australischen Telegrafie-Beamten P. M. Byrne, der Walter Baldwin Spencer viele wichtige Informationen auf seinen Expeditionen gab.

## Beschreibung
Doppelkamm-Beutelmäuse sind stämmig gebaute, mäuseähnliche Tiere mit kurzen Beinen. Ihr Rücken und ihre Seiten sind grau gefärbt, der Bauch ist weiß. Die vordere Hälfte des Schwanzes ist rötlich gefärbt, die hintere Hälfte ist an Ober- und Unterseite von langen schwarzen Haaren bedeckt. Diese Haare können kammartig aufgerichtet werden, ihnen verdankt die Art auch ihren Namen. Diese Tiere erreichen eine Kopf-Rumpf-Länge von 14 bis 18 Zentimetern, eine Schwanzlänge von 11 bis 14 Zentimetern und ein Gewicht von 70 bis 140 Gramm. Männchen sind in der Regel 30 Gramm schwerer als Weibchen. Der gut ausgebildete Kiefer ist stämmig gebaut und ist zum Erbeuten und Zerkauen der Beute ausgelegt. Die Zahnformel der Kowaris lautet: I4/3-C2/2-P2-3/2-3-M4/3. Der abgeflachte Gaumenknochen, der bei vielen Beuteltieren prominent ausgebildet ist, fehlt wie bei einigen weiteren Vertretern der Familie Dasyuridae.

## Verbreitung und Lebensweise

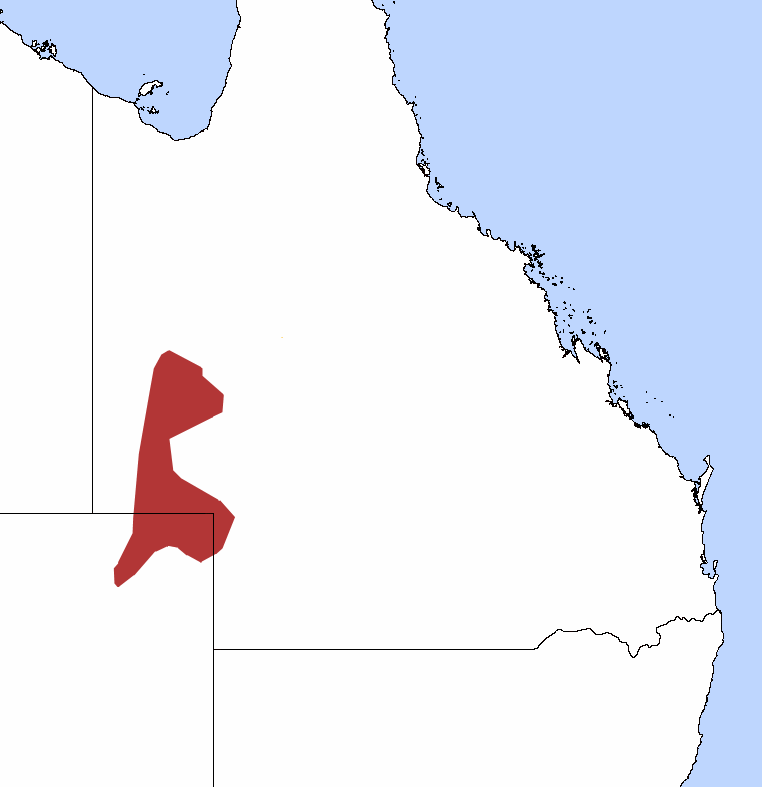
Verbreitungskarte der Doppelkamm-Beutelmaus

Diese Tiere leben im Lake Eyre Basin im nördlichen South Australia und dem südwestlichen Queensland. Ihr Lebensraum sind trockene Grasländer und Steinwüsten mit weniger als 250 mm Niederschlag pro Jahr. Sie sind vorrangig nachtaktiv, können aber manchmal beim Sonnenbaden beobachtet werden. Unterschlupf suchen sie in selbstgegrabenen oder von anderen Tieren übernommenen Bauen, in denen sie Grasnester errichten. Doppelkamm-Beutelmäuse sind in der Regel Bodenbewohner, können aber auch gut klettern. Sie sind territorial und markieren ihr Revier mit dem Sekret ihrer Duftdrüsen. Ob sie wie andere Beutelmäuse einzelgängerisch leben, ist nicht klar, da in Gefangenschaft mehrere Tiere zusammen gehalten werden konnten.
Sie ernähren sich ausschließlich carnivor. Ihre Nahrung besteht aus Insekten, Spinnen, kleinen Wirbeltieren wie Nagetieren, Vögeln und Echsen sowie Aas.

## Fortpflanzung

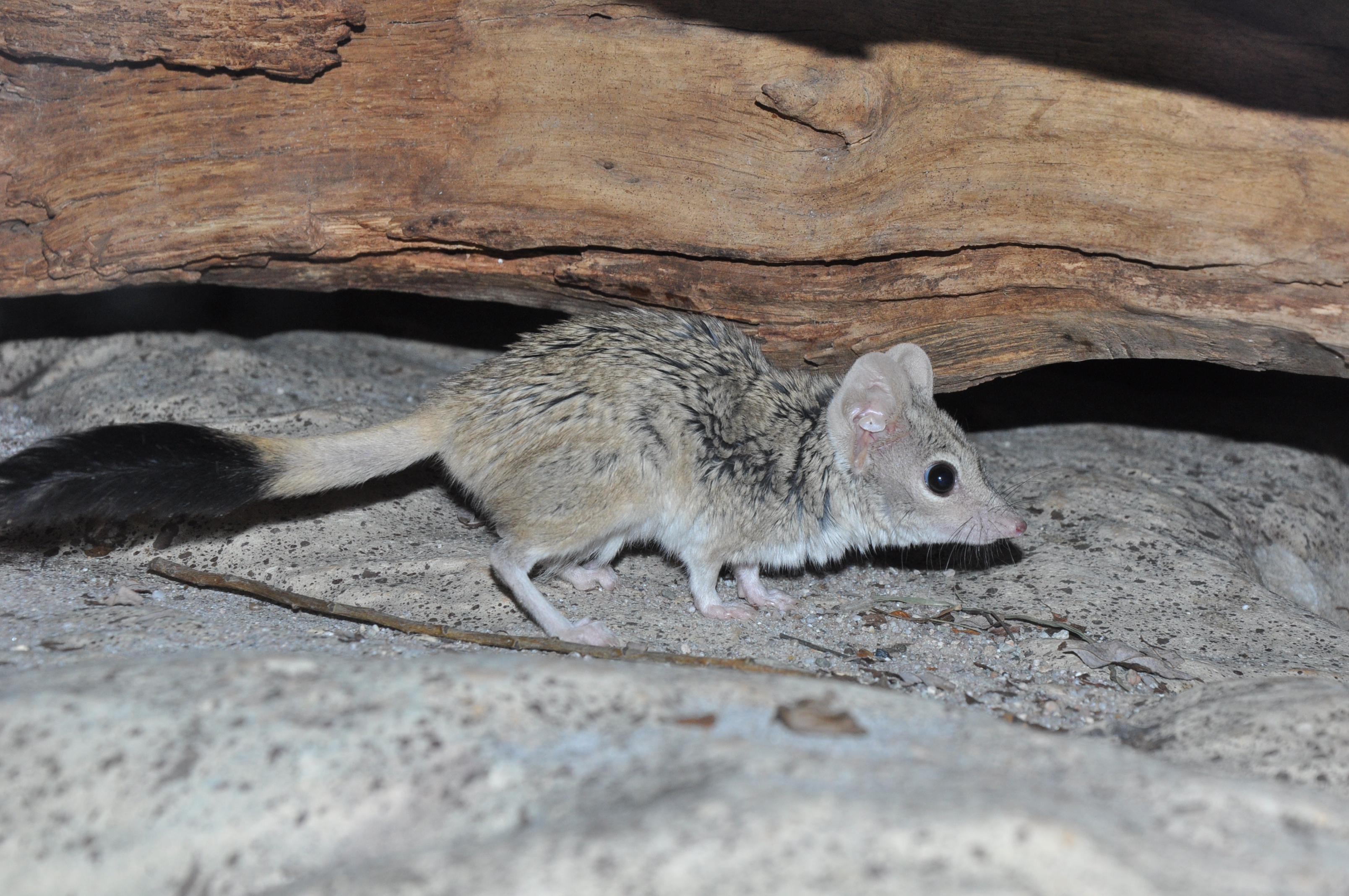
Kowari (Dasyuroides byrnei)

Nach 30- bis 36-tägiger Tragzeit bringt das Weibchen zweimal im Jahr drei bis sieben (meist fünf oder sechs) Jungtiere zur Welt. Diese verbringen ihre ersten acht Lebenswochen im Beutel der Mutter, anschließend reiten sie auch auf deren Rücken. Mit drei Monaten sind sie entwöhnt und selbstständig und mit acht Monaten geschlechtsreif. Die Lebenserwartung beträgt bis zu vier Jahre in der Natur, in menschlicher Obhut bis zu sieben Jahre. In Deutschland werden Kowaris in den Zoos in Frankfurt am Main, in der Wilhelma in Stuttgart und in Leipzig gepflegt.

## Bedrohung
Die Nachstellung durch eingeschleppte Räuber wie den Rotfuchs und die Umwandlung ihres Lebensraumes in Viehweiden stellen die Hauptbedrohung der Doppelkamm-Beutelmaus dar. In einem Teil ihres Verbreitungsgebietes (zum Beispiel dem südlichen Northern Territory) ist sie verschwunden, insgesamt wird sie von der IUCN als gefährdet („vulnerable“) gelistet.

## Belege
1. ↑  Beolens, Watkins & Grayson: The Eponym Dictionary of Mammals. Johns Hopkins University Press, Baltimore 2009, ISBN 978-0-8018-9304-9, S. 68 (Byrne).
2. ↑  Phil Myers: Dasyuridae – dasyurids im Animal Diversity Web der University of Michigan Museum of Zoology. Abgerufen: 2. September 2012.
3. ↑  Richard Weigl: Longevity of Mammals in Captivity; from the Living Collections of the World. Kleine Senckenberg-Reihe 48, Stuttgart 200⁸5, ISBN 3-510-61379-1.
4. ↑  Eintrag auf Zootierliste.de; abgerufen am 17. Juni 2022.